# Лампанелли, Лиза
Ли́за Лампане́лли (англ. Lisa Lampanelli; род. 19 июля 1961, Трамбулл) — американский стендап-комик, комедийная актриса кино и телевидения.

## Ранняя жизнь
Лайза Мэйри Лэмпьюнейл (настоящее имя актрисы) родилась 19 июля 1961 года в городе Трамбалл, штат Коннектикут. У неё есть двое братьев и сестёр, на три четверти она итальянка, на четверть — полька. Её мать, Глория Лэмпьюнейл (в девичестве Велгот, род. 1927), работала машинисткой в полиции, отец, Леонард Лэмпьюнейл, работал на предприятии Sikorsky Aircraft, а затем стал художником.
Лиза училась в римско-католической школе Святого Иосифа в своём родном городе, затем изучала журналистику в Бостонском колледже и Сиракьюсском университете, проходила курсы повышения квалификации в Гарвардском университете. После окончания учёбы работала редактором (англ. Copy editing) в журнале «Популярная механика» и помощником редактора в журнале Rolling Stone, имела отношение к нескольким другим журналам. Вскоре она поняла, что журналистика её не привлекает и решила стать учительницей, для чего поступила в Колумбийский университет, но быстро отказалась и от педагогики. В итоге Лиза нашла себя на сцене комедийных клубов.

## Карьера
Карьера Лизы (сценический псевдоним — Queen of Mean) как стендап-комика началась в начале 1990-х годов в Нью-Йорке. Жанры её выступлений — англ. Insult comedy, импровизация, англ. Observational comedy, наиболее частыми объектами высмеивания для Лампанелли становятся расово-этнические взаимоотношения (этнические шутки), секс, повседневная жизнь. По словам самой Лампанелли, наибольшее влияние на стиль её миниатюр оказали Дин Мартин и Дон Риклс.
Примеры миниатюр Лампанелли

— Сколько нужно латиносов, чтобы вычистить ванную? — Ни одного! Это работа для ниггеров!
— Как вы назовёте чернокожую женщину, которая сделала семь абортов? — Борец с преступностью.
— У Сары Пэйлин пятеро детей. Она что, чернокожая?
Оригинальный текст (англ.)— How many hispangics (sic) does it take to clean a bathroom? — None! That's a nigger's job!
— What do you call a black woman who's had seven abortions? — A crime fighter
— Sarah Palin's got five kids. What is she, black?

## Избранная фильмография
- 2006 — Санинспектор[англ.] / Larry the Cable Guy: Health Inspector — мать Джейн
- 2007 — Операция «Дельта-фарс» / Delta Farce — Конни
- 2007—2008 — Рино 911! / Reno 911! — преподобная Голдберг (в 2 эпизодах)
- 2008 — Школа выживания / Drillbit Taylor — камео, мать Ронни Лампанелли[8]
- 2010 — Групповой секс[англ.] / Group Sex — Лиза, официантка
- 2011 — Уитни / Whitney — миссис Дженкс (в 1 эпизоде)
- 2012 — Aqua Teen Hunger Force / Aqua Teen Hunger Force — Дарлин (в 1 эпизоде, озвучивание)
- 2012 — Не исчезай[англ.] / Not Fade Away — тётушка Джози
- 2013 — Симпсоны / The Simpsons — Рамона (в эпизоде «Опасность в поезде», озвучивание)[14]
- 2016 — Две девицы на мели / 2 Broke Girls — Энджи

Кроме того в 2012 году Лампанелли стала участницей 12-го сезона игрового реалити-шоу англ. Celebrity Apprentice. Её миниатюры периодически вызывали вспышки гнева у зрителей, она вступала в открытое противостояние с другими участниками-компаньонами, в том числе с Арсенио Холлом, Луи Ферриньо и Дайаной Мендоса. Лиза отказалась принести извинения этим участникам за своё вызывающее поведение и шутки о латиноамериканцах. Несмотря на всё это, она заработала на этом шоу 130 тысяч долларов, которые перевела в организацию «Кризис здоровья у гомосексуалов».

## Личная жизнь
Первый раз замуж Лампанелли вышла в 1991 году, но этот брак скоро распался, хотя пара осталась друзьями. Её бывший муж умер в 2008 году. 2 октября 2010 года Лиза вышла замуж второй раз: её избранником стал Джимми Канниццаро (род. 1961), бывший владелец таверны из деревни Валли-Стрим (штат Нью-Йорк), с которым она познакомилась за четыре года до этого. Церемония бракосочетания прошла в частном клубе Friars. В мае 2014 года Лампанелли подала на развод.

## Активизм
20 мая 2011 года у Лампанелли было запланировано выступление в городе Топика (Канзас). Узнав об этом, члены баптистской церкви Уэстборо (известной своими крайне радикальными взглядами, и особенно ярой гомофобией) заявили об акции протеста, которую устроят против этого мероприятия. В ответ Лампанелли заявила, что переведёт в организацию «Кризис здоровья у гомосексуалов» по 1000 долларов за каждого протестующего. На митинг пришло 44 человека (включая детей), и Лиза, не мелочась, перевела в указанную организацию 50 000 долларов.